# 銚港神社
銚港神社（ちょうこうじんじゃ）は、千葉県銚子市馬場1-4にある神社。社格は旧郷社。
飯沼観音とも呼ばれる円福寺（坂東三十三箇所第27番札所）の隣接地にある。銚子の氏神（産土神）とされる。例祭は毎年8月1日。

## 祭神
主祭神
- 闇淤加美神（くらおかみのかみ）

相殿
- 級津彦神（しなつひこのかみ）
- 級津姫神（しなつひめのかみ） - 風の神。

配祀
- 菅原道真公（すがわらみちざねこう） - 学問の神。
- 火遇突智神（かぐつちのかみ） - 火の神。

## 歴史

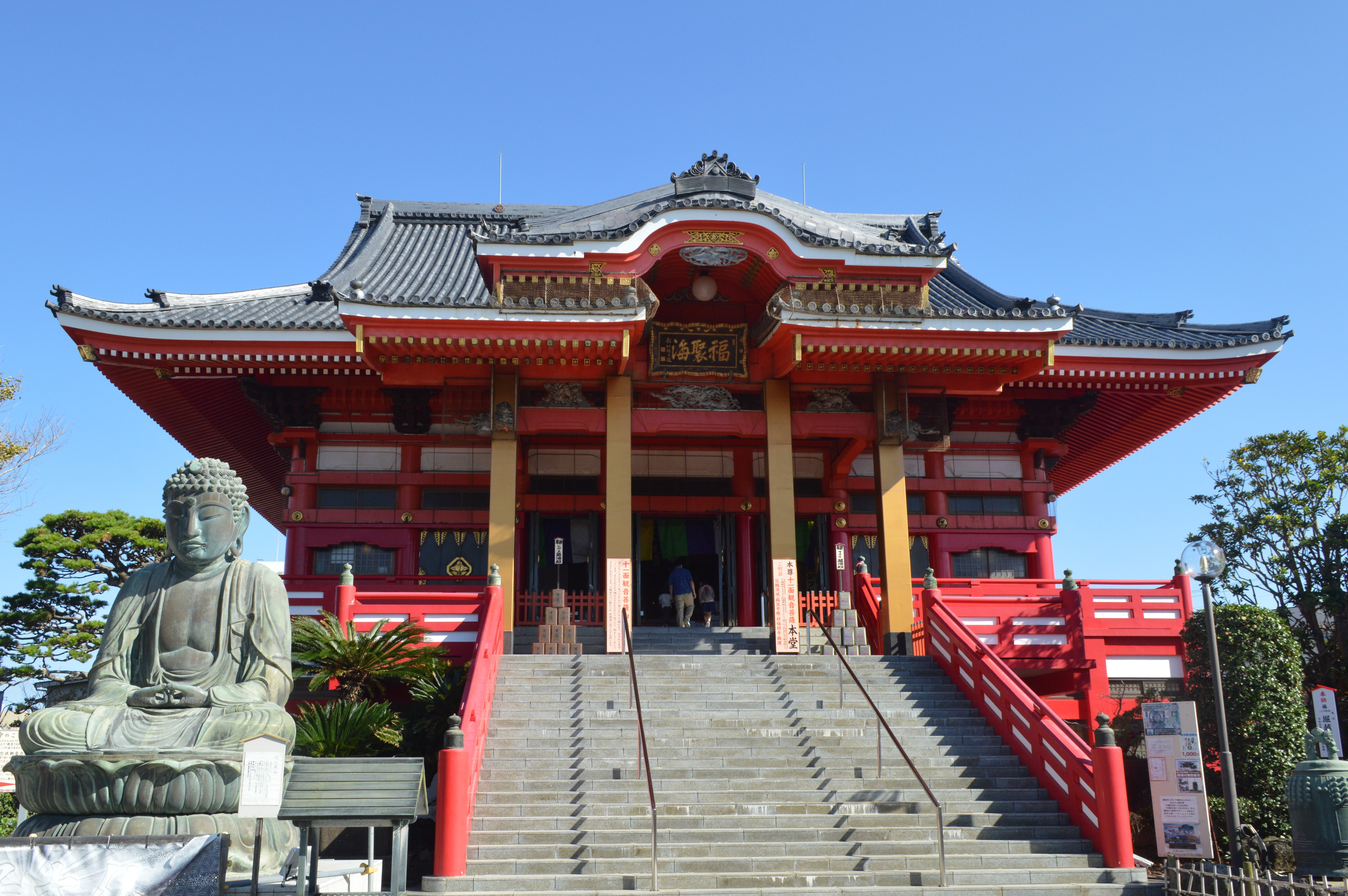
隣接地にある円福寺

創建年は奈良時代の養老年間（717年～724年）とされる。古くは龍蔵権現（りゅうぞうごんげん）と呼ばれ、神仏習合により円福寺（飯沼観音）とともに信仰されていた。この神社と円福寺の間に古碑があり、慶長年間に近郷に住んでいた「早器居士」の墓と呼ばれていた。
明治初期の神仏分離によって銚港神社となった。
1958年（昭和33年）、築地市場の銚子会の尽力によって、内閣総理大臣の吉田茂が揮毫した扁額が奉納された。

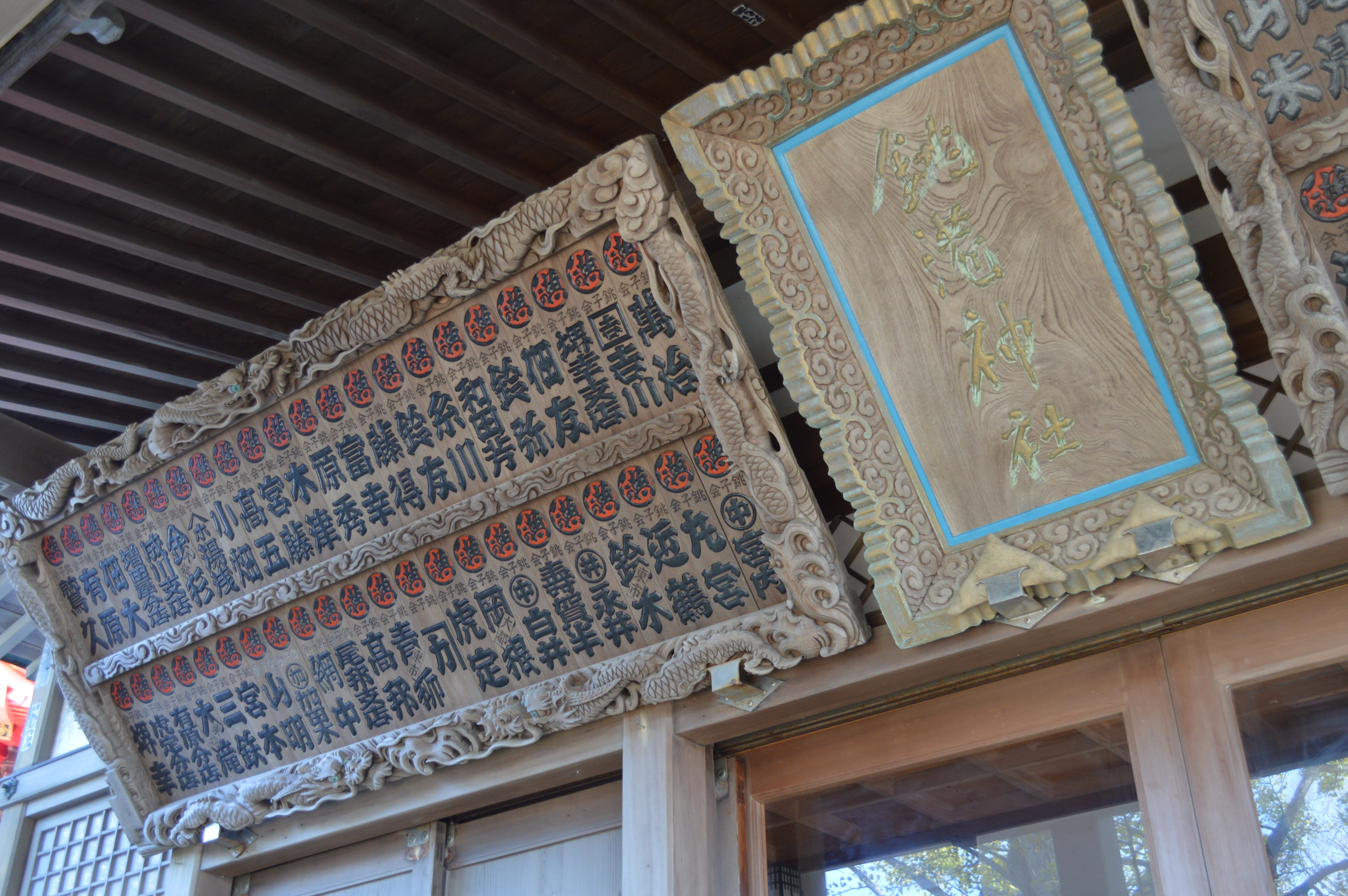
吉田茂による扁額

## 境内
- 社殿 - 扁額は吉田茂が揮毫した。

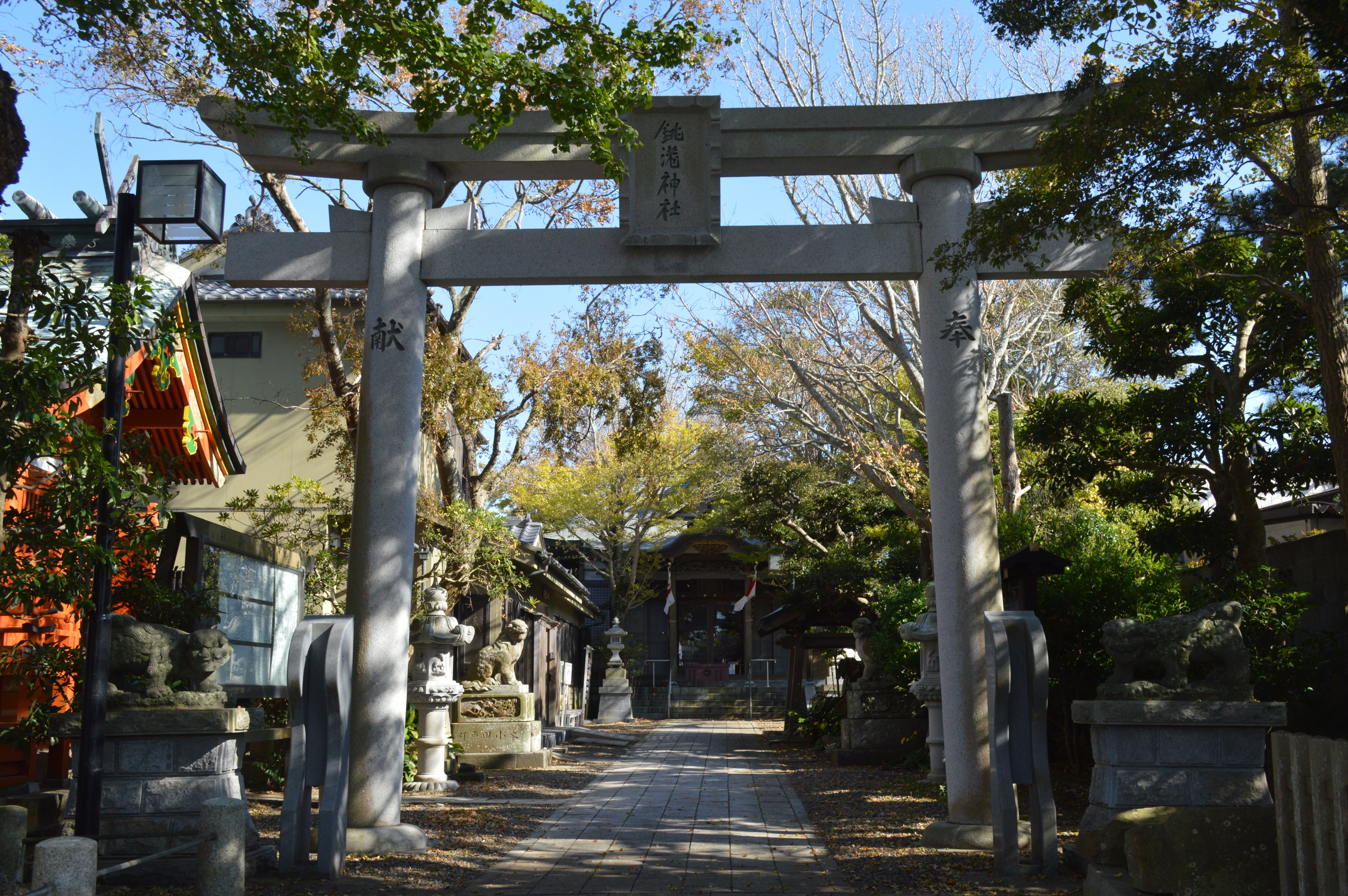
鳥居

- 鳥居 - 鳥居の左側には樹齢約300年のイチョウがある[1]。

### 境内社
- 金刀比羅宮 - 祭神は大物主命（おおものぬしのみこと）。

## 行事
- 1月1日 - 歳旦祭
- 2月3日 - 節分祭
- 2月11日 - 建国祭
- 8月1日 - 例大祭
- 10月13日 - 神事祭
- 11月23日 - 新嘗祭